# KGB Archiver
KGB Archiver je svobodný software, a multiplatformní komprimační program vyvíjený Tomaszem Pawlakem založený na kompresním algoritmu PAQ6. Dosahuje velmi dobrého kompresního poměru na úkor doby zpracování a využité paměti.
Momentálně je na webových stránkách ke stažení verze 2 beta

## Hardwarové požadavky
Je doporučeno minimálně 256 MB RAM
 a frekvence procesoru 1,5GHz

## Rysy
- Podporuje soubory .kgb a .zip a .kge
- Podporuje šifrování AES-256
- Podporuje vytváření samorozbalovacích souborů
- Podporuje kódování Unicode (včetně uživatelského rozhraní a názvu souboru)